# Александър Льоноар
Мари Александър Льоноар (на френски: Marie Alexandre Lenoir) е френски археолог и музеен деятел.

## Биография
Роден е на 27 декември 1761 година в Париж. Известно време учи рисуване, а след това се занимава с литература. В началото на Френската революция е натоварен със събирането и опазването на културни ценности, конфискувани от религиозни организации и частни лица. През следващите години полага усилия за опазване от вандализъм на множество произведения на изкуството, включително много от статутие от разрушените кралски гробници в църквата „Сен Дени“. През 1795 година основава новосъздадения Музей на френските паметници, който оглавява до закриването му през 1816 година. Тогава, след Реставрацията на Бурбоните, повечето предмети в музея са върнати на техните собственици.
Александър Льоноар умира на 11 юни 1839 година в Париж.